# Supercard (modchip)
Supercard es un modchip flasheable fabricado para las consolas Nintendo DS, Nintendo DSi, Nintendo DS Lite, Nintendo DSi XL, Nintendo 3DS y GameBoy Advance, que ofrece multitud de mejoras en el sistema en el que se instalan.

## Funciones
Las funciones más importantes de la Supercard son las de reproducir películas y música, ver fotografías, leer libros e-book e incluso la utilización de aplicaciones propias, convirtiendo la consola desde la que se utilice en un auténtico sistema multimedia. Los archivos se reproducirán directamente desde una tarjeta de memoria  CompactFlash que se ha de utilizar conjuntamente con la Supercard.
La Supercard también es capaz de reproducir copias de seguridad de aquellos videojuegos almacenados en la tarjeta de memoria, sin necesidad de la utilización del cartucho original. Esta funcionalidad ha sido causa de múltiples batallas legales entre Nintendo y los creadores de la Supercard, sin que esta haya sido prohibida nunca en nuestro país.
La Supercard puede ser utilizada también como emulador de juegos de otras consolas más antiguas de Nintendo.

## Versiones
Existen multitud de versiones de Supercard: Supercard DS One, Supercard DSTwo, Supercard Lite, Supercard DS Onei, Supercard SD y Supercard DS Onei Mini. Todas ellas son vendidas en tiendas de todo el mundo, siendo uno de los modchips más vendidos de la historia a nivel global.

## Instalación y Actualizaciones
La Supercard, en cualquiera de sus versiones, requiere la instalación previa del sistema operativo para su funcionamiento. También es recomendable la actualización periódica del firmware. Para todo ello, el fabricante facilita los archivos de instalación en su página web.
Existen además, multitud de tutoriales en la web que facilitarán ambos procesos.